# لالا شيفكيت
لالا شيفكيت (بالأذرية: Lalə Şövkət)، (ولدت في 7 نوفمبر 1951، باكو) سياسية أذربيجانية، زعيمة حركة الوحدة الوطنية وحزب أذربيجان الليبرالي. شغلت منصب وزيرة الخارجية بين عامي 1993 و 1994.